# Georges III de Saxe-Meiningen-Hildburghausen
Pour les articles homonymes, voir Georges III.
Georges III de Saxe-Meiningen-Hilburghausen, né à Cassel le 11 octobre 1892, mort à Tcherepovets le 6 janvier 1946, est un prince allemand. Il est le grand-père maternel de Charles de Habsbourg-Lorraine, actuel chef de la maison de Habsbourg-Lorraine.

## Biographie
Georges III est le fils du prince Frédéric-Jean de Saxe-Meiningen et de la princesse, née comtesse Adélaïde de Lippe-Biesterfeld, sœur du dernier prince de Lippe.
Le prince Georges naît dans une Maison connue pour son goût et ses talents pour les arts. Son grand-père le duc Georges II est féru de théâtre et ouvertement prussophobe, sa tante la princesse Marie-Élisabeth de Saxe-Meiningen, est une musicienne reconnue, et son oncle le prince Ernest de Saxe-Meiningen est peintre et compositeur. À sa naissance, il est quatrième dans l'ordre de succession au trône. L'aîné de ses oncles, le futur duc Bernard III de Saxe-Meiningen qui a épousé la princesse Charlotte de Prusse, sœur du Kaiser Guillaume II, n'a pas de fils et le second, le prince Ernest de Saxe-Meiningen, a contracté une union morganatique. En 1910, sa sœur aînée la princesse Théodora de Saxe-Meiningen épouse le grand-duc Guillaume-Ernest de Saxe-Weimar-Eisenach. La célébration du mariage montre au grand jour les relations difficiles qu'entretiennent le Kaiser et le père de son beau-frère.
Son grand-père, le duc Georges II de Saxe-Meiningen-Hildburghausen s'éteint le 25 juin 1914, trois jours avant l'Attentat de Sarajevo qui provoquera un mois plus tard la Première Guerre mondiale. L'oncle du prince Georges devient duc régnant sous le nom de Bernard III de Saxe-Meiningen. Celui-ci avait épousé en 1879 la princesse Charlotte de Prusse et était le beau-frère du Kaiser Guillaume II. Le prince Georges est considéré comme l'héritier du trône. Le 3 août 1914, alors que la guerre éclate, son autre sœur, la princesse Adélaïde de Saxe-Meiningen épouse le prince Adalbert de Prusse, fils cadet du Kaiser et officier de marine.
Le prince Georges étudie le droit à Munich et à Iéna, mais ne peut terminer ses études. Comme tous les princes de sa Maison, le prince Georges, âgé de 21 ans, est officier dans l'armée impériale et la mobilisation de 1914 l'appelle pour participer au combat. Son père et son frère cadet tombent au champ d'honneur dès le début des combats. Le prince atteint le grade de capitaine de cavalerie. En 1918, sous le poids de la défaite, les monarchies de l'Empire allemand s'effondrent. Le Kaiser abdique le 9 novembre. Le prince Léopold IV de Lippe, oncle maternel du prince Georges et le duc Bernard III de Saxe-Meiningen-Hildburghausen renoncent au pouvoir le 10 novembre 1918 mais ne seront pas contraints à l'exil. Le duc continuera de vivre dans son duché mais désormais en tant que simple particulier. À sa mort au château d'Altenstein en 1928, son oncle le prince Ernest devient le chef de la Maison ducale de Saxe-Meiningen-Hildburghausen, en dépit de son mariage morganatique.
À la fin de la guerre, le duc Georges est un jeune homme de 26 ans. Il épouse le 22 février 1919 la comtesse Klara-Marie von Korff gennant Schmising-Kerssenbrock (1895-1992) qui est catholique et élèvera ses enfants dans la foi catholique.
Quatre enfants naissent cette union :
- Antoine-Ulrich de Saxe-Meiningen-Hildburghausen (1919 - tué à la bataille d'Albert en 1940) ;

- Frédéric-Alfred de Saxe-Meiningen-Hildburghausen (1921 - Arlington, Vermont (États-Unis), 18 septembre 1997). Il se fait moine chartreux en 1953, sous le nom de Dom Marianus Marck, et renonce ainsi à ses biens et à son titre ;

- Marie-Élisabeth de Saxe-Meiningen-Hildburghausen (1922-1923) ;

- Régina de Saxe-Meiningen-Hildburghausen (1925-2010) ; en 1951 elle épouse l'archiduc Otto de Habsbourg-Lorraine, chef de la Maison de Habsbourg-Lorraine entre 1922 et 2007, avec lequel elle a sept enfants dont Charles de Habsbourg-Lorraine, né en 1961.

Le prince de Saxe-Meiningen reprend ses études après la guerre et exerce pendant quelque temps la profession de juge au début de son mariage à Hildburghausen, devenue désormais ville de l'État de Thuringe. Le 1er mai 1933, il rejoint les rangs de la NSDAP.
En 1937, son cousin germain, le prince Bernhard de Lippe-Biesterfeld épouse l'héritière du trône des Pays-Bas, la future reine Juliana des Pays-Bas.
En 1939, lorsqu'éclate de la Seconde Guerre mondiale, il est de nouveau mobilisé. En 1941, son oncle meurt et le duc Georges devient le chef de la Maison ducale de Saxe-Meiningen-Hildburghausen et prend le titre de duc (non régnant). Ses biens et collections ont été saisis et dispersés par l'Armée rouge en 1945. Il est fait prisonnier par les soldats de l'armée soviétique et emmené au camp de prisonniers de guerre de Tcherepovets dans le Nord de la Russie soviétique, où il meurt le 6 janvier 1946. Son fils et successeur survivant entre chez les chartreux en 1953. Le frère cadet du duc Georges III devient alors la tête de la Maison de Saxe-Meiningen-Hildburghausen sous le nom de Bernard IV de Saxe-Meiningen.
En 1951, sa fille cadette épouse à Nancy, l'archiduc Otto de Habsbourg-Lorraine, fils aîné de feu l'empereur et roi Charles Ier d'Autriche et chef de la Maison impériale. En 2004, l'empereur Charles est béatifié par le pape Jean-Paul II. En 2007, l'archiduchesse obtient le droit de récupérer 47 tableaux de l'ancienne collection de son père. La même année, elle obtient également le retour de la dépouille de son père qui est inhumée auprès de celles de son épouse et de son fils dans la crypte de l'ancien château familial, la Veste Heldburg, à Heldburg.

## Origines

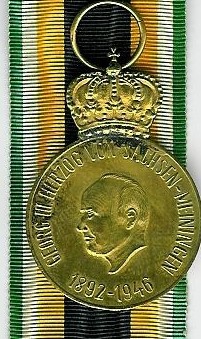
Médaille commémorative du prince de Saxe-Meiningen, frappée en 1978

Georges III de Saxe-Meiningen-Hildburghausen appartient à la Maison ducale de Saxe-Meiningen, cette Maison appartient à la troisième branche de la Maison de Wettin, cette Maison ducale appartient à la branche Ernestine fondée par Ernest de Saxe. La Maison ducale de Saxe-Meiningen est toujours existante, elle est représentée par le prince Frédéric Conrad de Saxe-Meiningen.

## Sources
- (en) Cet article est partiellement ou en totalité issu de l’article de Wikipédia en anglais intitulé « Georg, Prince of Saxe-Meiningen » (voir la liste des auteurs).